# Place (Sound Scheduleのアルバム)
『Place』（プレース）は、Sound Scheduleのメジャー4作目（通算5作目）のアルバム。2011年9月14日にDANGUY RECORDSより発売された。

## 概要
Sound Schedule再結成後では初、オリジナルアルバムとしては前作『ビオトープ』から6年6か月ぶり、ベストアルバム『THE COMPLETE SS』から数えると5年ぶりにリリースされたアルバムである。新曲に加えて既発曲の「ピーターパン･シンドローム」、「ことばさがし」などのリミックスも収録されている。アルバムのタイトルは、「昔のファンの人達に集まってもらおう」というテーマからつけられている。

## 収録曲
1. グッドタイムコミュニケーション [3:37]
作詞：大石昌良・川原洋二・ヤマサキテツヤ
作曲：大石昌良・ヤマサキテツヤ
編曲：Sound Schedule
2. たそがれスターライト [4:12]
作詞：大石昌良・沖裕志・ヤマサキテツヤ
作曲：大石昌良
編曲：Sound Schedule
3. 君のためにできること [4:15]
作詞・作曲：大石昌良・沖裕志
編曲：Sound Schedule
4. 言葉以上に [4:36]
作詞：大石昌良・沖裕志
作曲：大石昌良
編曲：Sound Schedule
5. しあわせの文字 [4:50]
作詞・作曲：大石昌良
編曲：Sound Schedule
6. 超能力少年 [3:55]
作詞・作曲：沖裕志・ヤマサキテツヤ
編曲：Sound Schedule
7. ロックンロール [3:04]
作詞・作曲：大石昌良
編曲：Sound Schedule
8. 恋焦がれ [4:02]
作詞・作曲：大石昌良
編曲：Sound Schedule
9. ピーターパンシンドローム (2011MIX) [4:35]
作詞・作曲：大石昌良
編曲：Sound Schedule
10. ことばさがし (2011MIX) [5:34]
作詞・作曲：大石昌良
編曲：Sound Schedule